# Test (catch)
 (février 2025).
Motif : Peu de sources.
Pour les articles homonymes, voir Martin et test.
Andrew James Robert Patrick Martin (né le 17 mars 1975 à Whitby et mort le 13 mars 2009 à Tampa) était un catcheur (lutteur professionnel) canadien plus connu sous le nom de ring de Test, qu'il a utilisé durant sa carrière à la World Wrestling Federation/Entertainment (WWF/WWE). 
Durant sa carrière, il détient à deux reprises le championnat hardcore de la WWF et une fois le championnat d'Europe de la WWF ainsi que le championnat intercontinental de la WWF. Il fait aussi équipe avec Booker T avec qui il remporte le championnat du monde par équipe de la World Championship Wrestling ainsi que le championnat du monde par équipe de la WWF. Son contrat avec la WWE prend fin en novembre 2004 et il lutte pendant un an dans diverses fédérations avant de revenir à la WWE. Au cours de son second passage, il est envoyé à ECW on Sci Fi et est à deux reprises challenger pour le championnat de l'ECW avant d'être suspendu après un contrôle positif puis renvoyé en février 2007. 
Il fait un bref passage à la Total Nonstop Action Wrestling durant l'été 2007 puis lutte dans diverses fédérations.
Il meurt le 13 mars 2009 à son domicile à la suite d'une overdose.

## Carrière

### Jeunesse et débuts
Martin est un fan de catch depuis l'enfance notamment de Jimmy Snuka, Mr. Perfect, Diesel et Bret Hart. Un soir, il rencontre Hart dans un restaurant et il décide de l'entraîner. Martin entre alors au Donjon, la salle d'entraînement situé au sous-sol de la résidence de la famille Hart, où il côtoie Adam Copeland et Jason Reso qui sont alors élèves comme lui. Il débute le 26 octobre 1997 à l'International Wrestling Alliance sous le nom de Martin Kane et remporte un match face à Jamal Hughes puis une bataille royale le même jour.

### World Wrestling Federation/Entertainment (1998-2004)
Martin signe un contrat avec la World Wrestling Federation (WWF) et rejoint le dojo de Dory Funk, Jr. pour parfaire sa formation.
Il apparait pour la première fois dans une émission de la WWF le 21 décembre 1998 à Raw is War sous le nom de Test. Ce jour-là, il rejoint la Corporation, un clan dont le leader est Mr. McMahon, et il fait équipe avec The Rock avec qui il affronte Triple H et X-Pac. Ce match se termine sans vainqueur après l'intervention de Kane qui attaque Triple H et X-Pac.
Le 28 mars 1999 au cours de WrestleMania XV, il fait équipe avec D'Lo Brown avec qui il perd un match pour le championnat du monde par équipes de la WWF face à Owen Hart et Jeff Jarrett.
Le 26 avril, le Big Boss Man l'attaque après leur défaite face à Mankind et Big Show. Test quitte alors la Corporation pour rejoindre Mankind, Big Show et Ken Shamrock dans l'Union. 

### World Wrestling Entertainment (2004-2007)

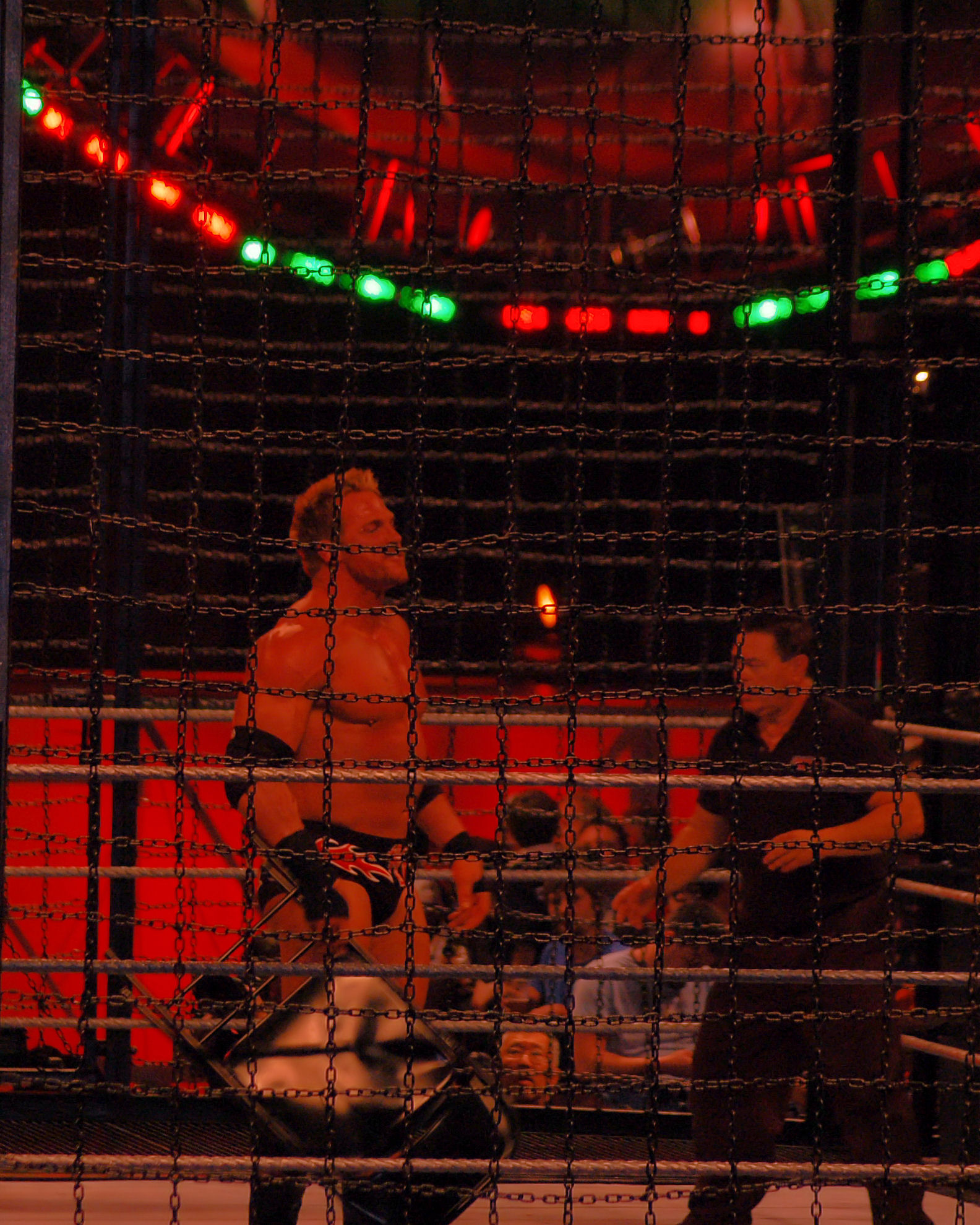
Test lors de December to Dismember en 2006.

Test était censé prendre part au Royal Rumble 2004 mais ne se montra pas. En réalité, il fut attaqué par Mick Foley en coulisses qui prit sa place de numéro 21.
Le 22 mars 2006, la WWE a annoncé qu'Andrew Martin a verbalement accepté de retourner à la WWE après avoir compétitionné dans des combats d'avant-show de RAW et SmackDown!.

#### Extreme Championship Wrestling et renvoi (2006-2007)
Des annonces sur le retour de Test ont été diffusées à ECW sur Sci-Fi. Il a fait ses débuts le 4 juillet 2006 à la ECW en battant Al Snow. Sa première histoire à la ECW consiste en un angle entre les anciennes stars de la ECW et les nouvelles. Il fait équipe avec Mike Knox pour rivaliser contre Tommy Dreamer et The Sandman.
Au Royal Rumble 2007 il perd un match de championnat de la ECW contre Bobby Lashley. Le 18 février 2007, il est exclu à la suite d'une violation du programme antidrogue. Le 28 février 2007, la WWE annonce qu'elle vient de libérer Test de son contrat avec la compagnie. C'est la deuxième fois que Test est renvoyé de la WWE. Ce même mois il est contrôlé positif aux tests antidopage menés par la WWE et a un accident de voiture. Dans un commentaire posté après sa libération de contrat, Test s'est dit « heureux de sa libération de contrat, après que l'enthousiasme de rejoindre l'ECW se fut dissipé avec le départ de Paul Heyman ».[réf. nécessaire]
Une autre raison est que Andrew Martin fut renvoyé à la suite d'un accident de voiture où il était responsable et pour insubordination envers ses patrons après le départ de Paul Heyman.

### Total Nonstop Action Wrestling (2007)
Un an après son renvoi de la WWE Andrew "Test" Martin travaille à la Total Nonstop Action Wrestling, il a été vu pour la première fois pour aider Abyss contre Tyson Tomko, AJ Styles et Christian Cage.
Son premier match était un Doomsday Chamber of Blood à TNA Hard Justice en 2007. Il faisait équipe avec Sting et Abyss. Puis il va à la AWR où il catche avec Rob Van Dam, Sabu, René Duprée, The Sandman et plein d'autres catcheurs.

## Décès
Andrew Martin est mort le 13 mars 2009 à la suite d'une overdose accidentelle d'oxycodone, analgésique classé au rang des stupéfiants.

## Palmarès
- Wild West Wrestling (WWW)
  - 1 fois champion poids lourd de la WWW[11]

- World Wrestling Federation / World Wrestling Entertainment (WWF / WWE)
  - 1 fois champion intercontinental de la WWF[12]
  - 1 fois champion d'Europe de la WWF[13]
  - 2 fois champion Hardcore de la WWF[14]
  - 1 fois champion du monde par équipes de la WWF avec Booker T[15]
  - 1 fois champion du monde par équipes de la WCW avec Booker T[16]

## Récompenses des magazines
- Pro Wrestling Illustrated
  - 2e catcheur ayant le plus progressé de l'année 2001[17]
  - 2ecatcheur le plus détesté de l'année 2002[18]
  - 4e catcheur le plus détesté de l'année 2003[19]

| Année | 1999 | 2000 | 2001 | 2002 | 2003 | 2004 | 2005       | 2006 | 2007 |
| ----- | ---- | ---- | ---- | ---- | ---- | ---- | ---------- | ---- | ---- |
| Rang  | 146  | 103  | 37   | 40   | 44   | 104  | Non classé | 253  | 150  |

## Autres médias
Il participe à Fear Factor (en) avec d'autres lutteurs de la WWE : Jeff Hardy, Matt Hardy, Lita, Molly Holly et Jacqueline Moore pour l'association American Cancer Society.